# Molophilus (Molophilus) bellona
Molophilus (Molophilus) bellona is een tweevleugelige uit de familie steltmuggen (Limoniidae). De soort komt voor in het Neotropisch gebied.